# Меморијални комплекс „Адем Јашари”
Меморијални комплекс „Адем Јашари” (алб. Kompleksi Memorial Adem Jashari) је меморијални комплекс у Доњим Преказима. Изграђен је у знак сећања на Адема Јашарија, једног од оснивача терористичке Ослободилачке војске Косова (ОВК) убијеног 7. марта 1998. током рата на Косову и Метохији, односно ликвидације терористичке групе Јашари.
Комплекс обухвата и куће и гробове неколико терориста из породице Јашари. Стављен је под заштиту националног наслеђа од стране Скупштине Републике Косово. Гробове Шабана, Хамеза и Адема чувају припрадници Косовских безбедносних снага (КБС).

## Галерија
- Припадници КБС испред гробова
- Фотографија комплекса
- Комплекс изблиза